# Giges
Giges  (em grego:  Γύγης; o membrudo) ou Gyes (em grego:  Γύης), na mitologia grega, era um dos três hecatônquiros (ou centimanos), gigantes com cem braços e cinquenta cabeças, filhos de Gaia e Urano. Os outros dois hecatônquiros eram Briareu e Coto.
Segundo Hesíodo, as gerações de Urano e Gaia foram, em ordem, os titãs, os ciclopes e os hecatônquiros, que foram odiados por seu pai, e os escondeu na Terra assim que cada um deles nasceu. Segundo Pseudo-Apolodoro, os hecatônquiros foram os primeiros filhos de Urano e Gaia, e, logo após os hecatônquiros, nasceram os ciclopes, que foram aprisionados no Tártaro por Urano.
Gaia sofreu com o aprisionamento dos hecatônquiros, e pediu a seus filhos que punissem Urano; apenas Cronos teve coragem de responder à sua mãe. Gaia entregou uma foice a Cronos, e fez o plano; quando Urano estava se deitando com Gaia, Cronos atacou, e castrou Urano.
Poderosos, ajudaram Zeus a derrotar os titãs no episódio que ficou conhecido como Titanomaquia. Coto, Briareu e Giges lançaram 300 pedras, e suplantaram o ataque dos Titãs, enterrando-os em baixo da terra, e amarrando-os com correntes.
Após a vitória de Zeus, os titãs foram encerrados no Tártaro, e os hecatônquiros foram nomeados seus guardas.